# Chaetodon lineolatus
Chaetodon lineolatus (nombre común en español: pez mariposa de líneas) es una especie de pez del género Chaetodon.

## Descripción
Puede crecer hasta 30 cm de longitud. Es de color blanco, con antifaz negro y barras negras verticales delgadas que se unen a una banda negra ancha en la base de la cola y de la aleta dorsal. La cola y las aletas dorsal y la anal son de color amarillo.

## Distribución y hábitat
Se encuentra entre 2 y 50 m de profundidad, en zonas ricas en corales de arrecifes y lagunas, desde el mar Rojo y las costas de Sudáfrica, hasta el sureste de Japón y Hawái. Permanece en parejas o solitario, o en ocasiones en grupos de desove.

## Alimentación
Los pólipos de coral, pequeñas anémonas, algas e invertebrados constituyen su dieta.